# Solanum huayavillense
Solanum huayavillense är en potatisväxtart som beskrevs av Del Vitto och Peten. Solanum huayavillense ingår i släktet skattor som ingår i familjen potatisväxter. Inga underarter finns listade i Catalogue of Life.